# Aleksandar Jukic
Aleksandar Jukic (* 26. Juli 2000 in Wien) ist ein österreichischer Fußballspieler.

## Karriere

### Verein
Jukic begann seine Karriere beim 1. Simmeringer SC. 2014 kam er in die Akademie des FK Austria Wien, in der er fortan sämtliche Altersstufen durchlief. Zur Saison 2017/18 wurde er zudem Teil der Zweitmannschaft der Austria, für die er in jener Saison, in der man in die 2. Liga aufsteigen konnte, allerdings nicht eingesetzt wurde.
Nach dem Aufstieg debütierte er im August 2018 in der zweithöchsten Spielklasse, als er am zweiten Spieltag der Saison 2018/19 gegen den SV Horn in der 28. Minute für Dominik Fitz eingewechselt wurde. In jenem Spiel, das die Zweitmannschaft der Austria mit 4:3 gewann, erzielte Jukic den Treffer zum zwischenzeitlichen 4:2.
Im September 2018 stand er gegen den TSV Hartberg erstmals im Kader der ersten Mannschaft der Austria. Im Juli 2020 debütierte er für die erste Mannschaft in der Bundesliga, als er am 32. Spieltag der Saison 2019/20 gegen die SV Mattersburg in der Startelf stand und in der 75. Minute durch Niels Hahn ersetzt wurde. Insgesamt kam er für die Austria zu 93 Bundesligaeinsätzen, in denen er zehn Tore machte.
Im Jänner 2024 wechselte Jukic nach Russland zum FK Sotschi. Für Sotschi kam er bis Saisonende zu zwölf Einsätzen in der Premjer-Liga, aus der er mit Sotschi aber abstieg. Nach dem Abstieg von Sotschi wechselte er zur Saison 2024/25 innerhalb Russlands zum Erstligisten Rubin Kasan.

### Nationalmannschaft
Jukic spielte 2017 gegen die Schweiz erstmals für die österreichische U-17-Auswahl. Im Juni 2021 debütierte er gegen Slowakei für die U-21-Mannschaft.